# Església de Nostra Signora del Santissimo Sacramento e Santi Martiri canadesi
L'Església del Santíssim Sagrament i dels Sants Màrtirs canadencs (italià: Nostra Signora del Santissimo Sacramento e dei Santi Martiri canadesi) és una església de Roma, situada al barri del Nomentano a la via Giovanni Battista de Rossi.

## Descripció
| «                             | Mirant cap enrere als primers missioners que van ser martiritzats en els boscos verges del Canadà, l'arquitecte Bruno M. Conte Apollonj-Ghetti proposà una solució calçant ogives parabòlics: branques de palmeres estilitzades s'eleven des del terra, arribant al cim, on es dilaten, s'abracen, es repeteixen, com en un gran bosc, tantes vegades com creuers; es doblen per crear l'arc de triomf per sobre de la custòdia | » |
| — A la pàgina de la parròquia | |   |

Des de la sala d'entrada, un tram doble d'escales condueixen a la cripta, on hi ha un baptisteri. L'església té un altar major ric amb un ostensori de Francesco Nagni, un baldaquí amb relleus i la Crucifixió d'Angelo Biancini. L'església està enriquida i il·luminada per nombroses finestres, dissenyades per Marcello Avenali i Giovanni Hajnal, amb la representació d'escenes bíbliques i símbols religiosos relacionades amb el tema de l'Eucaristia. També de valor artístic són el confessionaris, fets per Hajnal, en les portes dels quals s'insereixen vidres de colors, amb la representació d'escenes bíbliques en relació amb el sagrament de la confessió.

## Història
L'església es va originar en 1948 per la decisió de la Congregació del Santíssim Sagrament per construir un nou edifici que el lloc de la seva Cúria General a Roma, al terreny comprat a la via Giovanni Battista de Rossi. El Vicariat de Roma va posar com a condició per a l'aprovació del projecte de construcció, dins el nou complex dels religiosos del Santíssim Sagrament, una església oberta al públic en una parròquia, per satisfer les necessitats pastorals de la zona circumdant.
Un primer projecte presentat va ser rebutjat, ja que es va considerar inadequat per a les necessitats pastorals i no en línia amb el lloc i l'entorn en el que l'església s'anava a construir. Al març de 1950 l'arquitecte Bruno Maria Apollonj Ghetti va presentar un projecte que va ser aprovat pel Consell d'Antiguitats i Belles Arts. Els treballs de construcció van començar poc després i va acabar en 1955: el 14 de juny d'aquest any l'església va ser inaugurada, i es va erigir en parròquia el 19 d'octubre amb el decret del Cardenal Vicari Clemente Micara Nominem quidam i confiada a la Congregació dels Sacerdots del Santíssim Sagrament.
Mentrestant, al títol original de "Nostra Senyora del Santíssim Sagrament", se li afegí el dels "Sants Màrtirs Canadencs" del segle xvii, per fer-ne l'església nacional del Canadà. El Cardenal Paul-Émile Léger la consagrà solemnement l'1 de novembre de 1962.
És la llar de la del títol cardenal de "La nostra Senyora del Santíssim Sagrament i dels Màrtirs canadencs".

## Cardenals titulars
- Maurice Roy (22 de febrer de 1965 - 24 d'octubre de 1985, mort)
- Paul Grégoire (28 de juny de 1988 – 30 d'octubre de 1993, mort)
- Jean-Claude Turcotte (26 de novembre de 1994 - 8 d'abril de 2015, mort)
- Patrick D'Rozario des del 19 de novembre de 2016